# Standing on the Edge (Frankie Miller)
| Recensione              | Giudizio |
| ----------------------- | -------- |
| AllMusic                | [ 2 ]    |
| Dizionario del Pop-Rock | [ 3 ]    |

Standing on the Edge è un album di Frankie Miller, pubblicato dalla casa discografica Capitol Records nel giugno del 1982.

## Tracce

### LP
Lato A
1. Danger Danger – 3:27 (Frankie Miller)
2. Standing on the Edge – 3:08 (Frankie Miller, Andy Fraser)
3. Zap Zap – 3:34 (Frankie Miller, Andy Fraser)
4. To Dream the Dream – 4:04 (Frankie Miller)
5. Don't Stop – 4:14 (Frankie Miller, Andy Fraser)

Lato B
1. Angels with Dirty Faces – 3:57 (Frankie Miller)
2. Firin' Line – 3:30 (John Moon Martin, Pat Robinson, Frankie Miller)
3. Jealousy – 4:14 (Frankie Miller)
4. It's All Coming Down Tonight – 3:50 (Frankie Miller, Andy Fraser)
5. On My Way – 3:33 (Frankie Miller, Andy Fraser)

### CD
1. Danger Danger (Frankie Miller)
2. Standing on the Edge (Frankie Miller, Andy Fraser)
3. Zap Zap (Frankie Miller, Andy Fraser)
4. To Dream the Dream (Frankie Miller)
5. Don't Stop (Frankie Miller, Andy Fraser)
6. Angels with Dirty Faces (Frankie Miller)
7. Firin' Line (John Moon Martin, Pat Robinson, Frankie Miller)
8. Jealousy (Frankie Miller)
9. It's All Coming Down Tonight (Frankie Miller, Andy Fraser)
10. On My Way (Frankie Miller, Andy Fraser)
11. Bad Case of Loving You (John Moon Martin, Pat Robinson, Frankie Miller) – Traccia bonus - Live
12. Jealous Kind (Bobby Charles) – Traccia bonus - Live
13. Cold & Rainy Night (Frankie Miller, Keith Reid) – Traccia bonus - Live
14. Don't Stop (Frankie Miller, Andy Fraser) – Traccia bonus - Live

## Musicisti
- Frankie Miller – voce solista, chitarra elettrica, chitarra acustica, armonica, cori-accompagnamento vocale
- Chris Spedding – chitarra elettrica, chitarra slide
- Pete Carr – chitarra elettrica
- Wayne Perkins – chitarra elettrica
- Barry Beckett – tastiere
- David Hood – basso
- Roger Hawkins – batteria
- Ava Aldridge – cori-accompagnamento vocale (brani: To Dream the Dream e Angels with Dirty Faces)
- Robert Byrne – cori-accompagnamento vocale (brani: To Dream the Dream e Angels with Dirty Faces)
- Linda Brockway – cori-accompagnamento vocale (brani: To Dream the Dream e Angels with Dirty Faces)

Note aggiuntive
- Barry Beckett – produttore
- Dick Cooper – assistente alla produzione
- Registrazioni effettuate al Muscle Shoals Sound Studio di Sheffield, Alabama (Stati Uniti)
- Gregg Homm – ingegnere delle registrazioni
- Mary Beth McLemore – assistente ingegnere delle registrazioni
- Sovraincisioni aggiunte e remixaggio registrati al The Record Plant di New York City
- Jon Mathias – ingegnere delle registrazioni (sovraincisioni e remixaggio)
- John Agnello – assistente ingegnere delle registrazioni (sovraincisioni e remixaggio)
- Mastering effettuato da George Marino al Sterling Sound di New York City
- Frankie Miller – progetto copertina album
- Geoffrey Thomas – foto copertina album
- Roy Kohara – art direction copertina album
- "Quest'album è dedicato a mia madre e alla memoria di mio padre"[4]